# Eugenia (telenovela)
Eugenia é uma telenovela mexicana, produzida pela Televisa e exibida em 1963 pelo Telesistema Mexicano.

## Elenco
- Miguel Manzano
- Maricruz Olivier
- Hortensia Santoveña
- Bertha Moss